# LEGO Universe
Lego Universe era un massively multiplayer online game ambientato nel mondo LEGO. Sviluppato da NetDevil, è uscito il 26 ottobre 2010. Coloro che prenotarono il gioco potevano averne accesso dall'8 ottobre 2010, ricevendo anche un "in-game-bonus" e una minifigura LEGO.
Ufficializzato fin dal 2007, il primo trailer completo del gioco è stato presentato al Consumer Electronics Show nel gennaio 2010.
I server sono stati chiusi definitivamente il 30 gennaio 2012 a causa di "entrate insoddisfacenti" dall'intero target del gioco.

## Modalità di gioco
Il gioco consisteva nell'esplorare dozzine di ambientazioni del mondo Lego, anche se all'epoca erano solo 5, di cui una da esplorare solo come primo livello mentre nelle altre si poteva tornare quando si voleva. In tali zone, il giocatore doveva compiere missioni, risolvere puzzle, recuperare tesori e giocare a diversi minigiochi (come una correre con delle macchine, sparare a delle mini-navi con un cannone, etc.). Il target del videogioco corrispondeva ai giocatori dagli otto anni in su, per tutta la famiglia. Il produttore Chris Sherland lo ha definito come «un misto tra Second Life, Club Penguin e World of Warcraft».

### Aree
- The Venture Explorer
- Avant Gardens
- Ninbus Station
- LEGO Club Station Alpha
- Gnarled Forest
- Forbidden Valley
- Pet Cove
- Starbase 3001
- Moonbase
- DeepFreeze
- Portabello
- Frostburgh
- Crux Prime
- Torre Nexus